# Диметилнитрозамин
Диметилнитрозамин (сокр. ДМН),  также N-нитрозодиметиламин (сокр. НДМА) — азоторганическое соединение, первый представитель нитрозаминов, является довольно распространённым канцерогеном, обладает сильным гепатоканцерогенным и гепатотоксичным воздействием. Контаминант.

## Физико-химические свойства
Жёлтая маслянистая жидкость со сладким вкусом.

## Синтез
Синтезируется из диметиламина, действием свежеприготовленной азотистой кислоты. Последняя очень неустойчива и потому готовится непосредственно перед реакцией.
{\displaystyle {\ce {CH3-NH-CH3 + HO-N=O -> (CH3)2N-N=O + H2O}}}
Реакция является качественной на вторичные амины.

## Применение
ДМН в основном применяется в химической промышленности для синтеза азотсодержащих соединений. Например вещество является прекурсором для 1,1-Диметилгидразина.
Используется как антиоксидант, добавка к смазочным материалам, а так же в производстве некоторых полимеров.

## Токсикология
ДМН обладает высокой токсичностью, особенно для клеток паренхимы печени (гепатотоксичность), и является доказанным канцерогеном для человека. Агентство по охране окружающей среды США (EPA) установило, что максимально допустимая концентрация нитрозодиметиламина в питьевой воде составляет 7 нг/л.
Примером острого отравления диметилнитрозамином может служить фуданьское отравление в 2013 году студентом-медиком своего соседа по комнате на почве личной неприязни. 